# Lac Fiedmont
Lac Fiedmont är en sjö i Kanada.   Den ligger i regionen Abitibi-Témiscamingue och provinsen Québec, i den sydöstra delen av landet, 400 km norr om huvudstaden Ottawa. Lac Fiedmont ligger 299 meter över havet. Arean är 13,5 kvadratkilometer. Den sträcker sig 9,9 kilometer i nord-sydlig riktning, och 4,1 kilometer i öst-västlig riktning.
I omgivningarna runt Lac Fiedmont växer i huvudsak blandskog. Runt Lac Fiedmont är det mycket glesbefolkat, med 4 invånare per kvadratkilometer.